# Sinoditrupa conica
Sinoditrupa conica är en ringmaskart som beskrevs av Yu och Wang 1981. Sinoditrupa conica ingår i släktet Sinoditrupa och familjen Serpulidae. Inga underarter finns listade i Catalogue of Life.